# Менис, Арджентина
Арджентина Менис (рум. Argentina Menis, 19 июля 1948, Крайова, Долж — 3 марта 2023) — румынская легкоатлетка, призёрка Олимпийских игр.

## Биография
Родилась 19 июля 1948 года в селе Чернеле жудеца Долж. В 1971 году приняла участие в чемпионате Европы, где метнула диск на 59 м 04 см, но заняла лишь 4-е место. В 1972 году на Олимпийских играх в Мюнхене сумела метнуть диск на 65 м 06 см и завоевала серебряную медаль. В 1973 году завоевала серебряную медаль Универсиады. В 1974 году стала серебряной призёркой чемпионата Европы, метнув диск на 64 м 62 см. В 1976 году приняла участие в Олимпийских играх в Монреале, но там стала лишь 6-й.

## Карьера
Она начала метать диск в средней школе со спортивной программой в Крайове. С 1967 года она была зарегистрирована в CS Dinamo Bucharest и девять раз становилась чемпионкой страны.
В 1971 году заняла 4-е место на чемпионате Европы в Хельсинки. На Олимпийских играх 1972 года она выиграла серебряную медаль вслед за рекордсменкой Советского Союза Фаиной Мельник. Всего через две недели после олимпийских соревнований Аргентина Менис установила новый мировой рекорд в Констанце, бросив 67,32 м. Рекорд продержался почти год.
Затем спортсменка завоевала серебряные медали на Универсиаде 1973 года, на чемпионате Европы 1974 года в Риме и на Универсиаде 1975. На Олимпийских играх 1976 года в Монреале она заняла 6-е место, а на чемпионате Европы 1978 года — 9-е место.
В 2000 году награждена Государственной медалью «За верную службу» I степени, а в 2004 году награждена орденом «За спортивные заслуги» I степени.
В 1972 году.